# Cymodoce robusta
Cymodoce robusta es una especie de crustáceo isópodo marino de la familia Sphaeromatidae.

## Distribución geográfica
Se distribuye por las aguas someras del Atlántico nororiental, desde las costas de Galicia hasta las de las islas de Cabo Verde, y el mar Mediterráneo occidental.